# Бонк, Радек
Ра́дек Бонк (чеш. Radek Bonk; 9 января 1976, Крнов, Чехия) — чешский хоккеист, центральный нападающий. Чемпион мира 1996 года.

## Биография
Радек Бонк является воспитанником чешского клуба «Злин». В сезоне 1992/93 дебютировал в чемпионате Чехословакии.
В 1993 году перебрался в Северную Америку, первый сезон за океаном провёл в ИХЛ в составе «Лас-Вегас Тандер». Набрав 90 очков (43 шайбы и 47 передач) в 81 игре Бонк был признан лучшим новичком ИХЛ. На драфте НХЛ 1994 года был выбран в 1 раунде под общим 3 номером командой «Оттава Сенаторз». 22 января 1995 года дебютировал в НХЛ в матче «Оттавы» с «Нью-Йорк Айлендерс». 27 января 1995 года забросил свою первую шайбу в НХЛ, поразив ворота голкипера «Питтсбург Пингвинз» Кена Реггетта. 4 января 2001 года в игре с «Тампа-Бэй Лайтнинг» сделал первый «хет-трик» в НХЛ. 26 июня 2004 года обменян в «Монреаль Канадиенс».
В начале сезона 2009/10 перешёл в ярославский «Локомотив», после нескольких игр клуб расторг с ним контракт. После этого перешел в клуб чешской Экстралиги «Оцеларжи Тршинец», где провел 5 сезонов, в 2011 году в качестве капитана привел команду к первому в истории клуба титулу чемпионов Экстралиги. Завершил карьеру после окончания сезона 2013/2014. В сезоне 2014/15 Бонк немного поиграл за команду 4 чешской лиги из Копршивнице и помог ей выйти в 3 лигу.
Радек Бонк также выступал за сборную Чехии на 2-х крупных турнирах: чемпионате мира 1996 года, где он завоевал золотую медаль и Кубке мира 1996 года.
Всего за карьеру в сборной и клубах провел 1528 игр, набрал 868 (343+525) очков.
8 ноября 2019 года в рамках празднования 90-летия хоккея в Тршинеце, номер 14, под которым играл Бонк за «Оцеларжи» был выведен из обращения, а свитер поднят под свод арены. Племянником Радека Бонка является вратарь сборной Чехии Патрик Бартошак. Сейчас живёт с семьёй в Канаде.

## Достижения

### Командные
Чемпион мира 1996
 Чемпион Чехии 2011
 Серебряный призер чемпионата Чехии 2005

### Личные
- Обладатель Гарри Ф. Лонгман Трофи (приз лучшему новичку ИХЛ) 1994
- Участник матча «Всех звёзд» НХЛ (2 раза — 2000 и 2001)

## Статистика
```
                                            -Регулярный чемпионат-  ---- Плей-офф ----
Сезон    Клуб                        Лига    И    Г    П    О    Ш   И   Г   П   О   Ш
--------------------------------------------------------------------------------------
1992-93  Злин                        ЭЛ     23    4    3    7   10   6   1   1   2   0
1993-94  Лас-Вегас Тандер            ИХЛ    76   42   45   87  208   5   1   2   3  10
1994-95  Лас-Вегас Тандер            ИХЛ    33    7   13   20   62
1994-95  Оттава Сенаторс             НХЛ    42    3    8   11   28
1994-95  Принц Эдвард Айленд         АХЛ    --   --   --   --   --   1   0   0   0   0
1995-96  Оттава Сенаторс             НХЛ    76   16   19   35   36  --  --  --  --  --
1996-97  Оттава Сенаторс             НХЛ    53    5   13   18   14   7   0   1   1   4
1997-98  Оттава Сенаторс             НХЛ    65    7    9   16   16   5   0   0   0   2
1998-99  Оттава Сенаторс             НХЛ    81   16   16   32   48   4   0   0   0   6
1999-00  Пардубице                   ЭЛ      3    1    0    1    4
1999-00  Оттава Сенаторс             НХЛ    80   23   37   60   53   6   0   0   0   8
2000-01  Оттава Сенаторс             НХЛ    74   23   36   59   52   2   0   0   0   2
2001-02  Оттава Сенаторс             НХЛ    82   25   45   70   52  12   3   7  10   6
2002-03  Оттава Сенаторс             НХЛ    70   22   32   54   36  18   6   5  11  10
2003-04  Оттава Сенаторс             НХЛ    66   12   32   44   66   7   0   2   2   0
2004-05  Оцеларжи Тршинец            ЭЛ     27    6   10   16   44
2004-05  Злин                        ЭЛ      6    3    2    5    4   6   0   2   2   8
2005-06  Монреаль Канадиенс          НХЛ    61    6   15   21   52   6   2   0   2   2
2006-07  Монреаль Канадиенс          НХЛ    74   13   10   23   54  --  --  --  --  --
2007-08  Нэшвилл Предаторз           НХЛ    79   14   15   29   40   6   1   0   1   2
2008-09  Нэшвилл Предаторз           НХЛ    66 	  9   16   25 	34  --  --  --  --  --
2009-10  Локомотив Ярославль         КХЛ     7    0    2    2    6
2009-10  Оцеларжи Тршинец            ЭЛ     39    5   12   17   60   5   2   3   5   4
2010-11  Оцеларжи Тршинец            ЭЛ     50   14   25   39   68  18   6   7  13  24
2011-12  Оцеларжи Тршинец            ЭЛ     48   11   14   25   44   5   0   1   1   0
2012-13  Оцеларжи Тршинец            ЭЛ     39   14   26   40   30  13   4   6  10  10
2013-14  Оцеларжи Тршинец            ЭЛ     49    8   23   31   30  11   4   8  12   6
--------------------------------------------------------------------------------------
         Всего в НХЛ                       969  194  303  497  581  73  12  15  27  42
         Всего в Экстралиге                284   66  115  181  294  64  17  28  45  52
         Всего в ИХЛ                       109   49   58  107  270   5   1   2   3  10
         Всего в КХЛ                         7    0    2    2    6  --  --  --  --  --

```